# Sergente di prima classe

Insegna da Sergeant First Class per uniformi di classe A.

Sergente di prima classe è un grado militare di alcuni eserciti.

## Stati Uniti

### US Army
Il sergeant first class (SFC) è il settimo grado degli arruolati nell'US Army, si trova sopra lo staff sergeant e sotto di master sergeant e first sergeant, ed è il primo grado di sottufficiale anziano.
Nel plotone dell'US Army, la posizione di sergente di plotone è normalmente occupata da un sergeant first class. Il sergente di plotone è il primo assistente e consulente del comandante del plotone, un sottotenente o tenente. Quando necessario, il sergente di plotone può diventare il comandante del plotone in sua assenza. Tranne quando è il comandante di plotone che ha più esperienza è il sergente di plotone l'uomo con più anni di servizio ed esperto del plotone. Occasionalmente, quando il sergeant first class non è disponibile, un staff sergeant diventa il sergente di plotone. Il grado di sergente di prima classe nel 1948 ha sostituito il grado di technical sergeant, grado rimasto attualmente in vigore nella U.S. Air Force, che era stata separata nel 1947 dall'Esercito e che era rimasto in vigore nel Corpo dei Marines fino al 1959.
| Distintivo    | |                                                              |                                                 |                                    |                                 |                                 |                                                 |                                  |                     |  |  |  |  |
| Grado         | Senior Enlisted Advisor to the Chairman (Sottufficiale consigliere del Capo dello stato maggiore congiunto) | Sergeant Major of the Army (Sergente Maggiore dell'esercito) | Command Sergeant Major (Sergente maggiore capo) | Sergeant Major (Sergente Maggiore) | First Sergeant (Primo Sergente) | Master Sergeant (Sergente Capo) | Sergeant First Class (Sergente di prima classe) | Staff Sergeant (Sergente scelto) | Sergeant (Sergente) |  |  |  |  |
| Abbreviazione | SEAC | SMA                                                          | CSM                                             | SGM                                | 1SG                             | MSG                             | SFC                                             | SSG                              | SGT                 |  |  |  |  |

### USAF
Nella gerarchia dei gradi della US Air Force il grado omologo di sergeant first class è master sergeant.
| Codice USA | E-10 | E-9                                                                            | E-9                                                       | E-9                                             | E-9                                             | E-8                                           | E-8                                           | E-7                              | E-7                              | E-6                                   | E-5                              |
| Codice NATO | OR-9 | OR-9                                                                           | OR-9                                                      | OR-9                                            | OR-9                                            | OR-8                                          | OR-8                                          | OR-7                             | OR-7                             | OR-6                                  | OR-5                             |
| --- | --- | ------------------------------------------------------------------------------ | --------------------------------------------------------- | ----------------------------------------------- | ----------------------------------------------- | --------------------------------------------- | --------------------------------------------- | -------------------------------- | -------------------------------- | ------------------------------------- | -------------------------------- |
| Distintivo di grado | |                                                                                |                                                           |                                                 |                                                 |                                               |                                               |                                  |                                  |                                       |                                  |
| Grado | Senior Enlisted Advisor to the Chairman (Sottufficiale consigliere del Capo dello stato maggiore congiunto) | Chief master sergeant of the Air Force (sergente maggiore capo dell'Aviazione) | Command chief master sergeant (1º Sergente maggiore capo) | Chief master sergeant1 (Sergente maggiore capo) | Chief master sergeant1 (Sergente maggiore capo) | Senior master sergeant1 (primo sergente capo) | Senior master sergeant1 (primo sergente capo) | Master sergeant1 (sergente capo) | Master sergeant1 (sergente capo) | Technical sergeant (sergente tecnico) | Staff sergeant (sergente scelto) |
| Abbreviazione | SEAC | CMSAF                                                                          | CCM                                                       | CMSgt                                           | CMSgt                                           | SMSgt                                         | SMSgt                                         | MSgt                             | MSgt                             | TSgt                                  | SSgt                             |
| 1 I gradi di Master sergeant, Senior master sergeant, Chief master sergeant presentano anche una versione First sergeant (primo sergente), segnalata da un rombo al centro dello stemma. Non è un grado a sé stante, ma contraddistingue i sottufficiali a cui sono assegnati addizionali compiti e responsabilità. | |                                                                                |                                                           |                                                 |                                                 |                                               |                                               |                                  |                                  |                                       |                                  |

### US Marine Corps
Nel Corpo dei Marines il grado omologo è Gunnery sergeant (sergente di artiglieria)
| colletto distintivo di grado presente solo sulla manica sinistra |                                                                              |                                    |                                                          |                                 |                                    |                                           |                                  |                     |
| Grado | Sergeant major of the Marine Corps (sergente maggiore del Corpo dei Marine)1 | Sergeant major (sergente maggiore) | Master gunnery sergeant (sergente maestro d'artiglieria) | First sergeant (primo sergente) | Master sergeant (sergente maestro) | Gunnery sergeant (sergente d'artiglieria) | Staff sergeant (sergente scelto) | Sergeant (sergente) |
| abbreviazione | SgtMajMarCor                                                                 | SgtMaj                             | MGySgt                                                   | 1stSgt                          | MSgt                               | GySgt                                     | SSgt                             | Sgt                 |
| 1 Sebbene il singolo MCPOCG in servizio sia ufficialmente un E-9, assolvendo incarichi particolari e percependo indennità speciali, il suo livello di retribuzione è a volte ufficiosamente (e quindi erroneamente) chiamato "E-10". |                                                                              |                                    |                                                          |                                 |                                    |                                           |                                  |                     |

## Italia
Nall'Esercito e nell'Aeronautica Militare il grado corrispondente rispetto alle forze armate statunitensi e nella comparazione dei gradi della NATO è quello di sergente maggiore capo.

## Grecia
Nell'esercito greco il grado corrispondente è Epilochias (greco: Επιλοχίας), diviso in due livelli di grado, che tuttavia nella comparazione dei gradi degli eserciti della NATO corrispondono al grado di maresciallo e maresciallo ordinario delle forze armate italiane.